# Preixens
Preixens là một đô thị trong tỉnh Lleida, cộng đồng tự trị Cataluña Tây Ban Nha. Đô thị Preixens có diện tích là 28,9 ki-lô-mét vuông, dân số năm 2009 là 506 người với mật độ 17,51 người/km². Đô thị Preixens có cự ly km so với tỉnh lỵ Lleida.